# Linienstraße (Berlin)
Die Linienstraße ist eine knapp zwei Kilometer lange Straße im Berliner Ortsteil Mitte und verläuft parallel zur Torstraße.

## Straßengeschichte
Sie entstand um 1705, als eine Circumvallationslinie von der Oranienburger Straße bis zur Großen Frankfurter Straße angelegt wurde, entlang der später die Berliner Zollmauer errichtet wurde. Die zunächst kaum bebaute Straße, die dieser Linie folgte, hieß zunächst nur Linie, später dann – die offizielle Benennung erfolgte erst 1821 – Linienstraße. Bekannte Anwohner waren der Schriftsteller Julius von Voß und die Widerstandskämpferin Margarete Kaufmann. In ihrem Haus eröffnete 1994 der Maler Makarov sein Museum der Stille. Ende des 19. Jahrhunderts richtete die Sozialreformerin Lina Morgenstern in der Nr. 47 ihre Suppenküche ein.
In Theodor Fontanes Roman Der Stechlin erwähnt Frau von Gundermann, die gleich bei ihrem ersten Auftreten als „Berlinerin aus einem nordöstlichen Vorstadtgebiet“, die einen Parvenü zum Mann hat, charakterisiert wird, dass sie in dieser Gegend einmal gewohnt hat.
In Alfred Döblins Roman Berlin Alexanderplatz wohnt der Protagonist Franz Biberkopf zeitweilig in der Linienstraße.
Heute stehen große Teile der Bebauung unter Denkmalschutz, so zum Beispiel das Israelitische Krankenheim, die katholische Kirche St. Adalbert von 1932, das Königliche Leihamt von 1847, die Feuerwache „Stettin“, älteste Feuerwache Berlins und benannt nach dem nahegelegenen Stettiner Bahnhof, der Gewerbehof in der Nr. 155 mit Kesselhaus und Schornstein und die Volkshochschule Berlin-Mitte (heute u. a. die Heimat des Kleinen Theaters Berlin-Mitte). Unter Denkmalschutz steht auch der 1706 gegründete Alte Garnisonfriedhof, der zu den ältesten noch erhaltenen Begräbnisstätten Berlins zählt.
Das benachbarte Haus Nr. 206 ist seit 1990 besetzt.

## Radverkehr
Seit August 2008 ist die für 3,5 Millionen Euro umgebaute Linienstraße als Fahrradstraße freigegeben. Polizeiliche Kontrollen zur Einhaltung der dort geltenden Verkehrsregeln wurden dreimal im Jahr 2016, viermal im Jahr 2017 und dreimal im Jahr 2018 durchgeführt. Bei den Kontrollen im Jahr 2018 wurde ein Verstoß durch unerlaubtes Halten festgestellt.